# Ekogroszek
Ekogroszek – nazwa handlowa określająca paliwo stałe produkowane z węgla kamiennego lub brunatnego przeznaczone do produkcji energii cieplnej w kotłach retortowych.
Wytwarzany jest z wysokokalorycznego (≥24 MJ/kg) węgla o niskiej zawartości siarki (≤1%), małej zawartości wody i substancji niepalnych (≤12%) oraz niskiej spiekalności (RI < 10). Dzięki temu podczas spalania wytwarzane ilości tlenków siarki są niższe niż w przypadku innych węgli, a po jego spaleniu pozostaje stosunkowo mało popiołu.
Rozmiary ziaren w zakresie 5–25 mm pozwalają na stosowanie ekogroszku w automatycznych dozownikach węgla. Spalanie ekogroszku w zasilanych automatycznie palnikach retortowych, w porównaniu do spalania w kotłach rusztowych zasilanych ręcznie, powoduje obniżenie zawartości tlenku węgla, węglowodorów aromatycznych, dioksyn, furanów i pyłów w spalinach. Jednak z uwagi na konieczność zastosowania mechanicznego nadmuchu powietrza, a co za tym idzie zwiększonej temperatury spalania w tego typu palnikach, emisja tlenków azotu jest wyższa niż to ma miejsce w tradycyjnych kotłach pracujących na naturalnym ciągu kominowym.
Certyfikację ekogroszku pod kątem zgodności z kryteriami niskoemisyjnymi prowadzi Instytut Chemicznej Przeróbki Węgla.
W handlu spotykane są podróbki ekogroszku składające się z miału węglowego niskiej jakości i lepiszcza, o znacznie gorszych parametrach grzewczych i emisyjnych. Wiele kotłów deklaratywnie przeznaczonych do spalania ekogroszku umożliwia również spalanie dowolnego innego rodzaju paliwa. Podejmowane od wielu lat próby zmiany nazwy przez usunięcie przedrostka „eko” oraz ustalenia norm jakościowych zawartości siarki i innych domieszek są blokowane przez producentów oraz górnicze związki zawodowe.
Z badań Politechniki Warszawskiej zleconej przez fundację ClientEarth wynika, że przy spalaniu ekogroszku emitowane są znaczne ilości dwutlenku azotu, tlenku węgla oraz pyłu zawieszonego. Analiza pyłów powstałych przy spalaniu dostępnego na rynku ekogroszku przy wykorzystaniu pieca piątej generacji z rekomendacją UOKiK wykazała, że emisje szkodliwych dla zdrowia pyłów przekroczone były nawet czterdziestokrotnie.